# Caloptilia suberinella
Caloptilia suberinella là một loài bướm đêm thuộc họ Gracillariidae. Nó được tìm thấy ở the Hà Lan, Thuỵ Điển, Na Uy, Phần Lan, Đan Mạch, Đức, Thụy Sĩ, Ba Lan, Latvia, Estonia, Ukraina, Nga và Trung Quốc.
Sải cánh dài 14–15 mm.
Ấu trùng ăn Betula species, bao gồm Betula platyphylla. Chúng ăn lá nơi chúng làm tổ at first, but later lives in a rolled leaf.